# IC 1106
IC 1106 је спирална галаксија у сазвјежђу Змија која се налази на листи објеката дубоког неба у Индекс каталогу.
Деклинација објекта је + 4° 42' 37" а ректасцензија 15h 13m 56,2s. Привидна величина (магнитуда) објекта IC 1106 износи 14,1 а фотографска магнитуда 14,9. IC 1106 је још познат и под ознакама CGCG 49-66, PGC 54375.